# Oxyonchus stateni
Oxyonchus stateni är en rundmaskart som först beskrevs av Aallgen 1930.  Oxyonchus stateni ingår i släktet Oxyonchus och familjen Enoplidae. Inga underarter finns listade i Catalogue of Life.